# Caenis luctuosa
Espèce
Caenis luctuosa est une espèce d'insectes appartenant à l'ordre des éphéméroptères.
Caenis luctuosa est, d'après les plus récentes classifications, le même insecte que Caenis moesta (Bengtsson, 1917) et Caenis felsinea (Grandi, 1951).

## Caractéristiques
- Nymphe :
  - 5 mm pour le corps,
  - 8 mm avec les cerques
- Imago :
  - Corps : ♂ 4 mm, ♀ 4,5 mm
  - Cerques : ♂ 12 à 15 mm, ♀ 2 à 3 mm

Le passage du subimago à l'imago se caractérise par une mue si rapide, qu'elle est faite en vol, les exuvies couvrant les abords des lieux d'éclosions.

## Localisation
Dans tout l'ouest de l'Europe (Espagne, France, Grande-Bretagne, Irlande), tout particulièrement à partir du cours moyen des rivières à fond sableux.

## Éclosion
De fin juin à fin août, en vols très fournis, toujours du petit jour au lever du soleil par des matins sans vent.